# Ismail Haniya
Ismail Haniya (campamento de Shati, 29 de enero de 1962-Teherán, 31 de julio de 2024) o Haniye (formas que recogen, respectivamente, las pronunciaciones en árabe estándar y árabe palestino de su apellido), transcrito también Haniyah y Haniyeh (en árabe: إسماعيل هنية‎) fue un político palestino del Movimiento de Resistencia Islámica (conocido como Hamás) que fue el presidente del Buró Político de Hamás desde mayo de 2017 hasta su asesinato en julio de 2024. Anteriormente fue primer ministro del décimo gobierno de Palestina, desde que Hamás obtuviera la mayoría absoluta en las elecciones al Consejo Legislativo Palestino en 2006 hasta su destitución en 2007, acto que fue considerado ilegal por el Consejo Legislativo Palestino. Haniya continuó desempeñando sus funciones limitadas al control de la Franja de Gaza hasta la reconciliación palestina con la autoridad en Cisjordania en 2014.
En 2018, fue calificado como «Terrorista Global Especialmente Designado» por el gobierno de los Estados Unidos. Según dicho gobierno hasta ese momento Hamás había sido responsable de la muerte de diecisiete estadounidenses en «ataques terroristas».
En mayo de 2024, el fiscal de la Corte Penal Internacional solicitó una orden de arresto contra Ismail Haniya por los delitos de crímenes de guerra y crímenes contra la humanidad.
El 31 de julio de 2024, murió junto con uno de sus guardaespaldas tras un ataque perpetrado por Israel contra una residencia protegida por el Cuerpo de la Guardia Revolucionaria Islámica, en el complejo Neshat, en un barrio del norte de Teherán, luego de asistir a la toma de posesión del presidente iraní Masud Pezeshkian.

## Biografía

### Primeros años
Haniya nació en el campo de refugiados de Al-Shati, en la Franja de Gaza ocupada por Egipto. Sus padres se convirtieron en refugiados, después de haber sido expulsados de sus hogares en Majdal (Ascalón, en la actual Israel) durante la guerra árabe-israelí de 1948 por las milicias judías. En 1987, se graduó en la Universidad Islámica de Gaza con un título en literatura árabe. Poco después fue encarcelado durante un breve periodo de tiempo y al año siguiente volvió a prisión, esta vez durante seis meses. En 1989, con Israel incapaz de frenar la Primera Intifada, fue encarcelado durante tres años por las autoridades israelíes. Tras su liberación en 1992, Israel deportó al sur del Líbano a Haniya junto con Ahmed Yasín, Ábdel Aziz ar-Rantisi y otros altos políticos de Hamás, así como a otros 400 activistas palestinos. Sin embargo, Líbano se negó a aceptarlos y los exiliados tuvieron que montar un campamento en Marj al-Zahoun, una tierra de nadie entre Israel y el Líbano, donde recibieron una importante cobertura mediática. Un año más tarde, regresó a Gaza y fue nombrado decano de la Universidad Islámica.

## Carrera política

### Cargos en Hamás
Después de que Ahmed Yasín, líder espiritual de Hamás, fuese liberado de prisión en 1997, Haniya fue nombrado jefe de su oficina. Su posición en la organización fue fortaleciéndose, y fue nombrado representante del grupo ante la Organización para la Liberación de Palestina. Un intento de asesinato selectivo por parte de la Fuerza Aérea de Israel hirió levemente tanto a Haniya como a Yassin en un apartamento de Gaza. Ambos se salvaron tras abandonar el edificio apenas unos segundos antes de la explosión, después de haber oído a los aviones acercarse. Su posición dentro de Hamás continuó fortaleciéndose durante la Segunda Intifada debido a su relación con Yassin, así como a los asesinatos del propio Yassin en 2003 y del sucesor de este, Ábdel Aziz ar-Rantisi, en abril de 2004. Tras estos asesinatos, Hamás decidió mantener el nombre de sus líderes en secreto, pero diversas fuentes señalaron a Haniya como parte del triunvirato que dirigiría el grupo junto con Mahmoud Zahhar y Said al-Siyam. En diciembre de 2005, Haniya fue elegido para encabezar la lista de Hamás, que ganó las elecciones del Consejo Legislativo del mes siguiente.

### Como primer ministro
Fue propuesto el 16 de febrero de 2006 como el nuevo primer ministro después de la victoria de Hamás, bajo su propuesta de «Lista de Cambio y Reforma», en la elección palestina legislativa del 25 de enero de 2006. Antes de las elecciones, Haniya había sido votado como cabeza de la lista de Hamás, convirtiéndose en el principal contendiente de la posición. Fue presentado formalmente a Mahmoud Abbas el 20 de febrero y juró el cargo el 29 de marzo de 2006.

#### Denegación de reingreso a Gaza
Durante el conflicto latente entre Fatah y Hamás, se le negó el 14 de diciembre de 2006 la entrada a Gaza desde Egipto en el cruce fronterizo de Rafah. El paso fronterizo fue cerrado por orden del ministro de Defensa israelí, Amir Péretz. Haniya regresaba a Gaza de su primer viaje oficial al extranjero como primer ministro. Llevaba alrededor de 30 millones de dólares en efectivo, destinados a pagos a la Autoridad Palestina. Las autoridades israelíes declararon más tarde que permitirían a Haniya cruzar la frontera siempre que dejara el dinero en Egipto, que supuestamente sería transferido a una cuenta bancaria de la Liga Árabe. En respuesta al incidente, se informó de un tiroteo entre militantes de Hamás y la Guardia Presidencial Palestina en el cruce fronterizo de Rafah. Según los informes, los observadores de la Unión Europea que operaban el cruce fueron evacuados de forma segura. Cuando intentó más tarde cruzar la frontera, un intercambio de disparos dejó a un guardaespaldas muerto y a su hijo mayor herido. Hamás denunció el incidente como un intento del rival Fatah contra su vida, lo que provocó tiroteos en Cisjordania y la Franja de Gaza entre las fuerzas de Hamás y Fatah. Haniya fue citado diciendo que sabía quiénes eran los presuntos perpetradores, pero se negó a identificarlos y apeló a la unidad palestina. Egipto se ofreció a mediar en la situación.
Según la cadena Al-Yazira, «Haniya, a diferencia de algunos otros líderes de Hamás, ha evitado sugerir la destrucción de Israel», por lo que solía ser considerado como un líder «pragmático» de Hamás.

#### Gobierno de Unidad Nacional Palestina de marzo de 2007
Haniya dimitió el 15 de febrero de 2007 como parte del proceso para formar un gobierno de unidad nacional entre Hamás y Fatah. Formó un nuevo gobierno el 18 de marzo de 2007 como jefe de un nuevo gabinete que incluía a políticos de Fatah y Hamás.
El 14 de junio de 2007, en medio de la Batalla de Gaza, el presidente Mahmoud Abbas anunció la disolución del gobierno de unidad de marzo de 2007 y la declaración del estado de emergencia. Haniya fue destituido y Abbas gobernó Gaza y Cisjordania por decreto presidencial.
El 2 de junio de 2014, tanto él en el cargo de primer ministro en la Franja de Gaza, como Aziz Dweik como presidente, abandonaron sus cargos para poner fin al conflicto político entre Hamás y Fatah, aceptando el Gobierno de unidad liderado por Rami Hamdallah.

### Presidente del Buró Político de Hamás
Sucedió en el liderazgo político de Hamás a Jaled Meshal en las elecciones celebradas en 2016. En 2019 partió al exilio a Catar, tras lo que fue sucedido en la jefatura de Hamás en Gaza por el más extremista Yahya Sinwar.
En febrero de 2020, se reunió con el presidente turco, Recep Tayyip Erdoğan. El Departamento de Estado de Estados Unidos declaró: «El continuo acercamiento del presidente Erdogan a esta organización terrorista sólo sirve para aislar a Turquía de la comunidad internacional, daña los intereses del pueblo palestino y socava los esfuerzos globales para prevenir ataques terroristas lanzados desde Gaza».
En agosto de 2020, llamó a Mahmoud Abbas y rechazó el acuerdo de normalización de las relaciones entre Emiratos Árabes Unidos e Israel, algo que Reuters calificó como una «rara muestra de unidad». El 26 de julio de 2023, se reunió con Erdoğan y el presidente de la Autoridad Palestina, Mahmud Abás. Detrás de la reunión estaba el esfuerzo de Turquía por reconciliar a Fatah con Hamás.

#### Guerra de Gaza
El 7 de octubre de 2023, el día de la Operación Inundación de Al-Aqsa, estaba en Estambul (Turquía).El 15 de octubre de 2023 se reunió con el ministro de Relaciones Exteriores iraní, Hossein Amir-Abdollahian, en Doha.
El 16 de octubre de 2023, Haniya y el ministro de Asuntos Exteriores de Turquía, Hakan Fidan, discutieron la posibilidad de liberar a los rehenes tomados durante el ataque de Hamás a Israel. El 21 de octubre de 2023, habló con el presidente turco, Recep Tayyip Erdoğan, sobre los últimos acontecimientos en la guerra de Gaza y la situación actual en Gaza.
El 1 de noviembre de 2023, acusó a Israel de cometer «masacres bárbaras contra civiles desarmados».El 2 de noviembre de 2023 afirmó que si Israel aceptaba un alto el fuego y la apertura de corredores humanitarios para llevar más ayuda a Gaza, Hamás estaría «lista para negociaciones políticas para una solución de dos Estados con Jerusalén como capital de Palestina», añadiendo que los «cautivos israelíes están sujetos a la misma destrucción y muerte que nuestro pueblo».
El 20 de mayo de 2024, la fiscalía del Tribunal Penal Internacional (TPI) pidió una orden de arresto contra dos líderes israelíes (Benjamín Netanyahu y Yoav Galant) y tres palestinos, incluido Ismail Haniya, por crímenes de guerra y crímenes contra la humanidad. En concreto, los crímenes que se le imputaban a Haniya eran los de exterminio, asesinato, toma de rehenes, violación, abuso sexual y tortura. El 6 de septiembre de 2024, el TPI ordenó archivar el procedimiento penal contra Haniye tras su asesinato en julio en Irán.
Ismail Haniya era considerado una figura moderada y pragmática dentro de la jefatura de Hamás, y uno de los más abiertos tanto a aceptar un alto el fuego con Israel como a buscar la reconciliación con Fatah. A nivel internacional se le consideraba como un interlocutor clave con otros líderes más radicales del grupo, como Yahya Sinwar. Su poder en la organización era considerado sobre todo simbólico, ya que el poder real residía en manos de Sinwar y de Mohamed Deif.

## Asesinato
Como jefe político de Hamás, una de las principales facciones palestinas, Haniya viajó a Teherán a finales de junio de 2024 para asistir a la toma de posesión del nuevo presidente iraní, Masoud Pezeshkian. El 31 de julio, a las 2:00 a. m.  (hora local), Haniya y uno de sus guardaespaldas murieron, según algunas fuentes por un misil teledirigido y según otras por una bomba que ya estaba en la residencia protegida por el Cuerpo de la Guardia Revolucionaria Islámica, en la que se alojaba en el complejo Neshat, en un barrio del norte de Teherán.  Su asesinato, confirmado tanto por Hamás como por la Guardia Revolucionaria iraní, fue atribuido por Hamás e Irán a un ataque israelí, si bien las autoridades israelíes inicialmente ni confirmaron ni negaron su autoría.  Según The Washington Post, las autoridades israelíes confirmaron a las estadounidenses su autoría del asesinato. Su asesinato fue condenado oficialmente por China, Rusia, Catar y Turquía. El primer ministro de Catar, el jeque Mohammed bin Abdulrahman Al Thani, criticó su asesinato como un intento de hacer descarrilar los intentos de alto el fuego en la guerra Israel-Gaza, y declaró: «¿Cómo puede tener éxito la mediación cuando una de las partes asesina al negociador de la otra parte?».

El funeral de Haniyeh

El 1 de agosto se celebró un funeral por Haniyeh en la Universidad de Teherán, con el líder supremo de Irán, Alí Jamenei, dirigiendo las oraciones.Después de realizar la oración fúnebre, el líder supremo de Irán, quien juró vengar su muerte, se despidió de él y se solidarizó con sus hijos presentes en la ceremonia. A la ceremonia también asistieron diversas autoridades estatales y militares iraníes, como el presidente Masoud Pezeshkian, así como autoridades del llamado «Eje de la Resistencia». Desde allí, los cuerpos de Haniyeh y su guardaespaldas fueron llevados en una procesión de cinco kilómetros hasta la plaza Azadi (libertad). Los participantes que portaban las banderas de Irán, Palestina y de la organización Hizbulá del Líbano, marcharon con gritos de «muerte a Israel» y «muerte a Estados Unidos», al que acusaron de ser cómplice de los «crímenes israelíes». Posteriormente sus restos mortales fueron trasladados a Catar para una ceremonia en la mezquita Imam Muhammad ibn Abd al-Wahhab, seguida de su entierro en Lusail el 2 de agosto.
Entre los asistentes a la ceremonia en Catar se encontraban el emir catarí, el jeque Tamim bin Hamad Al Thani, el vicepresidente turco Cevdet Yilmaz y el ministro de Asuntos Exteriores Hakan Fidan, así como el miembro del buró político de Hamás Khalil al-Hayya. También estuvieron presentes delegaciones diplomáticas de Pakistán y Malasia, así como representantes de Fatah y de la Yihad Islámica Palestina.
El 23 de diciembre de 2024, el ministro de Defensa de Israel, Israel Katz, reconoció explícitamente la autoría de Israel en el atentado que mató al líder de Hamás, Ismail Haniya, en Teherán. En una amenaza a los líderes hutíes dijo que «Paralizaremos gravemente a los hutíes, dañaremos su infraestructura estratégica y mataremos a sus líderes, tal como hicimos con Haniya, (Yahya) Sinwar y (Hasán) Nasralá, en Teherán, Gaza y el Líbano, lo haremos en Hodeidah y Saná (Yemen)».

## Vida personal

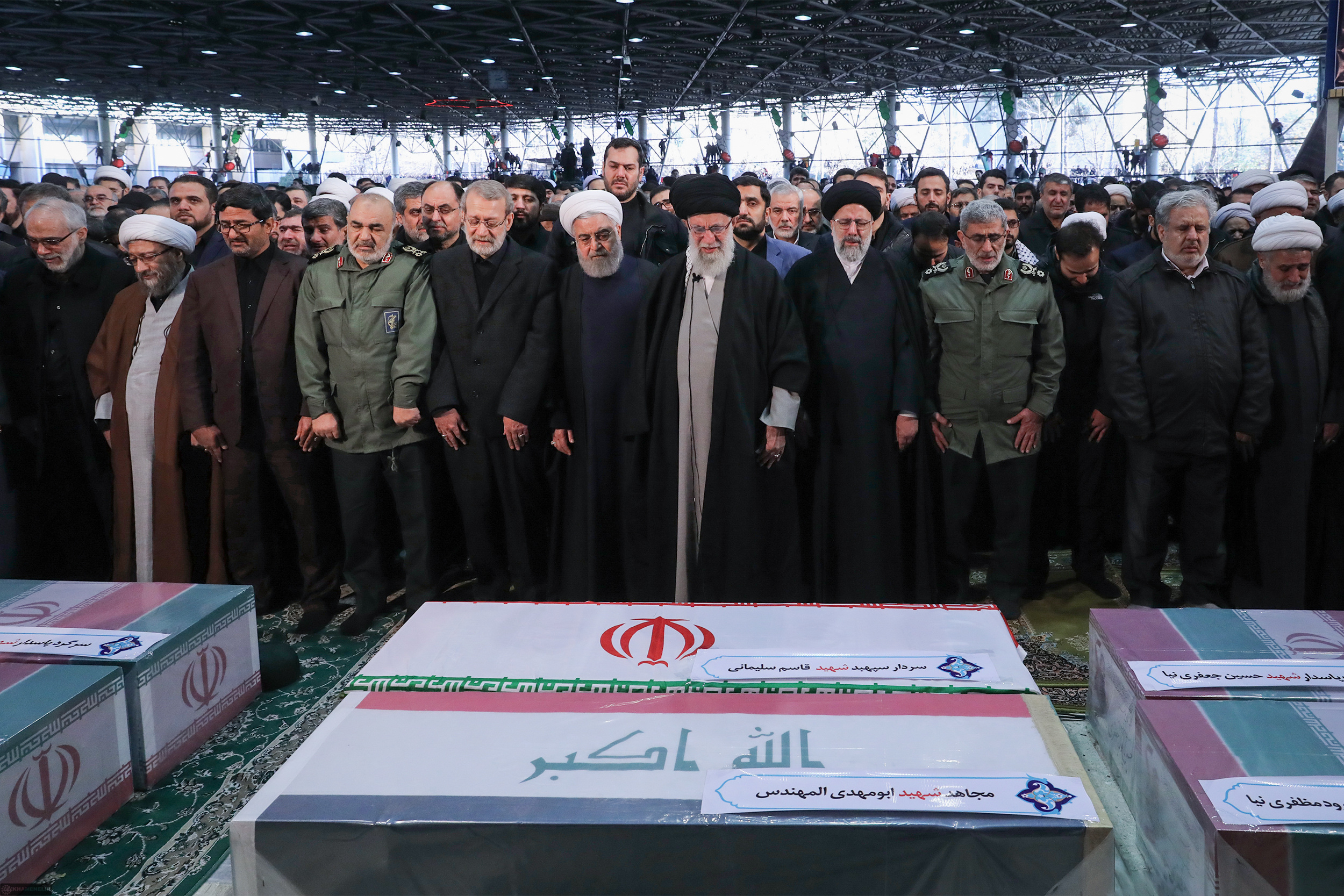
Haniya rezando detrás de Jamenei durante el funeral de Qasem Soleimani.

Haniya estaba casado y ha tenido 13 hijos. En 2009, la familia vivía en el Campamento de Shati, en el norte de la Franja de Gaza. En 2010, Haniya compró una parcela de terreno de 2500 metros cuadrados en Rimal, un barrio frente a la playa de la ciudad de Gaza. Haniya registró la tierra a nombre de su yerno. Posteriormente, Haniya supuestamente compró casas adicionales y las registró a nombre de sus hijos. Según un artículo de Ynet de 2014, Haniya es millonario, debido al impuesto del 20 % que se cobra a todos los artículos que entran a través de túneles desde Egipto hasta la Franja de Gaza. El hijo mayor de Haniya fue arrestado por las autoridades egipcias en el cruce fronterizo de Rafah con varios millones de dólares que pretendía llevar a Gaza. Las hermanas de Haniya, Kholidia, Laila y Sabah, son ciudadanas israelíes y viven en la ciudad beduina de Tel as-Sabi, en el sur de Israel. Kholodia se mudó primero a Tel as-Sabi y luego le siguieron sus dos hermanas. El marido de Kholidia dijo: "Nuestra vida es normal aquí y queremos que continúe". Laila y Sabah son viudas pero permanecen en Tel as-Sabi supuestamente para conservar su ciudadanía israelí. Algunos de los hijos de las tres hermanas han servido en las Fuerzas de Defensa de Israel (FDI).
A principios de 2012, las autoridades israelíes accedieron a una solicitud de viaje de la hermana de Haniya, Suhila Abd el-Salam Ahmed Haniya, y de su marido, gravemente enfermo, para recibir tratamiento cardíaco de emergencia que no podía ser atendido en los hospitales de Gaza. Después de un tratamiento exitoso en el Centro Médico Rabin en Petah Tikva, Israel, la pareja regresó a Gaza. La nieta de Haniya fue tratada en un hospital israelí en noviembre de 2013 y su suegra fue tratada en un hospital israelí en junio de 2014. En octubre de 2014, unos meses después de la guerra entre Israel y Gaza de 2014, la hija de Haniya pasó una semana en un hospital israelí en Tel Aviv para recibir tratamiento de emergencia después de sufrir complicaciones por un procedimiento de rutina. En septiembre de 2016, Haniya abandonó Gaza con su esposa y dos de sus hijos para realizar la peregrinación anual a La Meca, conocida como Hajj. Este viaje, interpretado como el inicio de una campaña, reforzó los informes de que Haniya iba a sustituir a Mashaal. Asistió al funeral de Qasem Soleimani, en Teherán en 2020.
Haniya estableció su principal residencia en Catar.De acuerdo a un informe del Corriere della Sera, poseía una villa de lujo para su familia extendida cerca de la playa. Sus hijos Maaz y Abdel Salam a veces posaban para historias de Instagram con coches de lujo y en suites de hoteles de lujo. Los Haniyas son considerados por dicho diario magnates inmobiliarios y de la corrupción. Maaz Haniya es elogiado como el “Padre de las Casas” en la Franja de Gaza. Abdel Salam apareció en los titulares porque se decía que había malversado dinero como representante deportivo de Hamás. El diario afirma que el clan ha logrado enriquecerse con el comercio de armas y los derechos de importación de bienes a Gaza, así como con los pagos de ayuda de Catar e Irán.

### Asesinato de sus familiares por Israel
En octubre de 2023, catorce miembros de su familia murieron en un ataque aéreo israelí en la ciudad de Gaza. Un nuevo bombardeo israelí, ocurrido el 10 de abril de 2024, mató a tres de sus hijos (Hazem, Amir y Mohammed) y a cuatro de sus nietos cuando se dirigían a celebrar la fiesta de Eid al-Fitr con el resto de su familia en el campamento de refugiados de Shati. El 25 de junio, otra decena de familiares suyos fueron asesinados por Israel, también en el campamento de Shati, de donde es originaria su familia.

## Vistas

### Relaciones con Israel
En marzo de 2002, durante la Segunda Intifada, Haniyeh dijo: "Los judíos aman la vida más que cualquier otro pueblo y prefieren no morir", lo que reflejaba la opinión de que los atentados suicidas palestinos habían expuesto la mayor vulnerabilidad de Israel después de años de conflicto.
En agosto de 2006, en su primera visita al extranjero como primer ministro de Irán, Haniyeh declaró: «Nunca reconoceremos al gobierno sionista usurpador y continuaremos nuestro movimiento yihadista hasta la liberación de Jerusalén».En diciembre de 2010, Haniyeh declaró en una conferencia de prensa en Gaza: «Aceptamos un Estado palestino con las fronteras de 1967, con Jerusalén como su capital, la liberación de los prisioneros palestinos y la resolución del problema de los refugiados». Además, afirmó que si el electorado palestino aprueba dicho acuerdo de paz con Israel, su gobierno lo acatará a pesar de las posturas previas de Hamás al respecto.
El 23 de marzo de 2014, durante un festival que conmemoraba el décimo aniversario del asesinato del jeque Ahmad Yasin, Haniyeh pronunció un discurso ante una multitud de simpatizantes de Hamás: «Desde Gaza, repito una y otra vez: No reconoceremos a Israel... El bloqueo de Gaza, lamentablemente, se está endureciendo cada vez más». Durante este discurso, la multitud coreó: «¡Adelante, Hamás, adelante! Nosotros somos el cañón y ustedes son las balas... Oh, Qassam, nuestro amado, bombardea Tel Aviv».
El 1 de noviembre de 2023, Haniyeh acusó a Israel de cometer "masacres bárbaras contra civiles desarmados" después de que Israel llevara a cabo un ataque contra el campo de refugiados de Jabalia en una operación dirigida contra Ibrahim Biari, miembro de alto rango de Hamás, y resolvió que los combates continuarían hasta que "los palestinos obtengan sus 'legítimos derechos a la libertad, la independencia y el retorno'".
El 2 de noviembre de 2023, Haniyeh declaró que si Israel aceptaba un alto el fuego y la apertura de corredores humanitarios para llevar más ayuda a Gaza, Hamás estaría "listo para las negociaciones políticas para una solución de dos Estados con Jerusalén como capital de Palestina", y agregó que "los cautivos israelíes están sujetos a la misma destrucción y muerte que nuestro pueblo".

### Controversia del Islam con el Papa Benedicto XVI
Durante la controversia sobre el islam del Papa Benedicto XVI en 2006, Haniyeh se opuso firmemente a las declaraciones del Papa: «En nombre del pueblo palestino, condenamos las declaraciones del Papa sobre el islam. Estas declaraciones contradicen la verdad y afectan la esencia de nuestra fe». Haniyeh también denunció los ataques musulmanes a iglesias en Cisjordania y Gaza que se produjeron como reacción a la controversia.

### Osama bin Laden
El 2 de mayo de 2011, Osama bin Laden fue asesinado por las fuerzas estadounidenses en Pakistán, y el asesinato fue elogiado por Fatah, el partido rival de Hamás. Haniyeh, en cambio, se refirió a Bin Laden como un "guerrero sagrado árabe" y condenó su asesinato como "la continuación de la opresión estadounidense y el derramamiento de sangre de musulmanes y árabes".Analistas políticos afirmaron que las declaraciones fueron un intento de apaciguar las diferencias en la Franja de Gaza con los grupos salafistas inspirados en Al Qaeda, que condenan a Hamás por ser demasiado moderado.Otro analista escribió que la declaración de Haniyeh estaba dirigida a un público árabe, y que vio una oportunidad para diferenciar a Hamás de Fatah y explotar el sentimiento antiestadounidense. El gobierno de Estados Unidos condenó sus declaraciones como "indignantes".